# Francisco Chamorro
Francisco Ramon Chamorro Paiva (La Plata, 7 de Agosto de 1981) é um ciclista argentino que atualmente (2023) compete pela Pindamonhangaba Cycling Team Semelp UniFunvic Gelog
Sua especialidade é Sprint, tendo vencido por três vezes a Copa América de Ciclismo (2009, 2012 e 2013), por duas vezes a Prova Ciclística 9 de Julho (2010 e 2012) e por três vezes a Copa da República de Ciclismo (2007, 2010 e 2011), três das principais provas do país favoráveis aos velocistas. Também conquistou várias vitórias de etapas em provas por etapas, incluindo 4 etapas da Volta Ciclística de São Paulo e 5 etapas da Vuelta del Uruguay.

## Carreira

### Primeiros Anos
Começou a pedalar aos 13 anos, e, aos 16, já competia na categoria elite na Argentina. Aos 19 anos, passou a competir pela Alcosto, equipe espanhola aspirante da equipe profissional Relax Fuenlabrada. Mas foi no Brasil que sua carreira deslanchou. Em 2002, foi convidado pela Confederação Brasileira de Ciclismo para participar do Torneio de Verão de Ciclismo. Chamorro chamou a atenção da Caloi - Extra - Cairu, passando a defendê-la a partir de 2003. Desde então, estabeleceu-se no Brasil.
A partir de 2005, passou a competir pela CESC - Sundown - São Caetano do Sul. Nos anos em que defendeu a equipe, conquistou vitórias importantes, entre elas a Volta Ciclística do Grande ABCD, em 2006 e 2008, a Copa da República de Ciclismo, em 2007, e duas etapas da Vuelta del Uruguay, em 2007. Com isso, chamou a atenção de outras equipes - entre elas, a Scott - Marcondes César - São José dos Campos. Chamorro afirmou que a possibilidade de correr mais provas no exterior foi uma das razões pelas quais resolveu trocar a Sundown pela Scott.

### Scott - Marcondes César - São José dos Campos
A partir de 2009, passou a defender a Scott - Marcondes César - São José dos Campos, considerada, na época, a principal equipe do país. Neste ano, Chamorro conquistou seu primeiro título da Copa América de Ciclismo. Teoricamente, Chamorro não era o líder da equipe na prova; sua função era ser o último embalador de Nilceu dos Santos, tetracampeão da prova e então defensor do título. No entanto, nos últimos metros, Nilceu não conseguiu ultrapassar Chamorro; o argentino desacelerou no final mas ainda venceu por meia roda. Nilceu foi o segundo, completando uma dobradinha para a Scott - Marcondes César. A dupla voltaria a combinar dobradinhas em outras provas do ano; Chamorro venceu duas etapas do Torneio de Verão de Ciclismo, ambas as quais Nilceu foi o segundo (o brasileiro conquistaria a classificação geral do torneio). No final do ano, Nilceu conquistou a Copa da República de Ciclismo com Chamorro chegando em segundo.
Em 2010, a Scott - Marcondes César viria a conseguir uma vaga na categoria Pro Continental, o 2º escalão de equipes no ciclismo mundial, somente atrás das equipes UCI World Tour. Com isso, em abril a equipe participou do Tour Internacional da Turquia, uma prova do nível 2.HC (segundo escalão de provas, apenas atrás das provas Pro Tour como o Tour de France), competindo com algumas das melhores equipes do mundo. Chamorro foi o destaque da equipe conquistando a 5ª colocação na última etapa da prova. Posteriormente Chamorro conquistaria pela primeira vez a Prova Ciclística 9 de Julho, completando uma dobradinha com seu companheiro de equipe Nilceu dos Santos, que ficou em segundo lugar.
Entretanto, em outubro de 2010 uma crise financeira levou a Scott - Marcondes César a se desbandir. São José dos Campos continuou patrocinando uma equipe, agora sem o status de equipe UCI Continental, pela qual Chamorro continuou a competir no restante de 2010 e em 2011. Nestes anos, Chamorro conquistou o bicampeonato da Copa da República de Ciclismo, tornando-se o maior campeão da prova com 3 vitórias (ele já a havia vencido em 2006).

### Real Cycling Team
Em 2012, transferiu-se para a Real Cycling Team, conquistando, nesse ano, 5 vitórias em provas do calendário da UCI de ciclismo, e contribuindo para que a Real Cycling Team fosse a campeã por equipes do UCI America Tour. Este ano também foi o ano mais vitorioso de Chamorro, conquistando 16 vitórias, incluindo o bicampeonato da Copa América de Ciclismo, a classificação geral do Torneio de Verão de Ciclismo, bem como uma etapa da prova, e o GP São Paulo Internacional de Ciclismo, equivalente à Prova Ciclística 9 de Julho.
Apesar da conquista do America Tour, a Real Cycling Team não conseguiu patrocinadores para prosseguir em 2013; com o fim da equipe, Chamorro acertou para o ano seguinte com a Funvic-Pindamonhangaba.

### Carrefour Soul Funvic São José dos Campos
Em sua primeira prova pela nova equipe, conquistou o tricampeonato da Copa América de Ciclismo - novamente à frente de Nilceu dos Santos, que foi o segundo. Chamorro também ficou perto de conquistar sua quarta Copa da República de Ciclismo por duas vezes - em 2013, foi o 2º colocado, sendo batido no sprint final por Cristian Egídio, resultado considerado surpreendente uma vez que Egídio não tem o sprint como uma de suas especialidades. Em 2014, a Copa da República foi disputada como a última etapa da Volta Ciclística de São Paulo; Chamorro estava bem posicionado para disputar o sprint mas acabou prejudicado por um acidente nos últimos 100 metros que causou a queda do russo Alexander Serov. As rodas de Serov e Chamorro se encostaram, levando Serov ao chão e, embora Chamorro não tenha caído, sua bicicleta ficou danificada, impedindo-o de continuar pedalando. Ainda assim, chegou em 4º lugar.
Em 2014, Chamorro disputou a Vuelta a México, conquistando a 5ª colocação no sprint da última etapa e a Copa Light de Ciclismo realizada no Rio de Janeiro. Competindo na Argentina conquistou o 1o. lugar no GP Shimano e a tradicional Doble San Francisco Miramar. Ainda foi Campeão dos Jogos Regionais e dos Jogos Abertos.
Em 2015, alcançou destaque na Vuelta del Uruguay, conquistando 4 vitórias de etapa. Venceu também a tradicional 1o. de Maio, venceu o campeonato paulista de estrada e os Jogos Regionais. Chamorro era o favorito na tradicional 9 de julho podendo obter seu quarto título na prova, mas sofreu uma grave queda e fraturou a clavícula o que o tirou da competição e o levou a cirurgia.

## Vida Pessoal
Radicado desde 2003 no Brasil e casado com uma brasileira, Chamorro diz que se sente um brasileiro, afirmando que "ganhar no Brasil é como ganhar em casa" e brinca afirmando que só não consegue perder o sotaque. Torcedor do Boca Juniors no futebol argentino, escolheu o Corinthians como clube para torcer no Brasil.

## Resultados
2003
3º - Volta Ciclística do Grande ABCD
1º - GP São Paulo
2005
2º - GP São Paulo
2006
1º - Etapa 1b, Volta de Goiás
1º - Volta Ciclística do Grande ABCD
2007
2º - Copa América de Ciclismo
1º - Copa da República de Ciclismo
1º - GP São Paulo
1º - Etapas 1 e 10 da Vuelta del Uruguay
3º - Prova Ciclística 9 de Julho
3º - Volta Ciclística do Grande ABCD
2º - Copa da República de Ciclismo 
2008
2º - Copa América de Ciclismo
2º - GP São Paulo
1º - Etapa 7 da Volta Ciclística de São Paulo
3º - Prova Ciclistica 1° de Maio - GP Ayrton Senna
1º - Volta Ciclística do Grande ABCD
3º - Copa da República de Ciclismo
2009
1º - Copa América de Ciclismo
1º - Copa Hilário Diegues
5º - Classificação Geral do Torneio de Verão
1º - Etapas 3 e 4
5º - Classificação Geral da Rutas de América
1º - Etapas 3 e 5a
1º - GP Tiradentes
3º - Prova Ciclística 9 de Julho
1º - Etapa 2 da Volta Gasol 50 anos
3º - Giro Memorial A Tribuna
1º  Classificação Geral do Doble San Francisco-Miramar
1º - Etapas 1 e 2
2º - Copa da República de Ciclismo
2010
5º - Etapa 8 do Tour Internacional da Turquia (TUR)
1º - Prova Ciclistica 1° de Maio - GP Ayrton Senna
1º - Giro Memorial A Tribuna
1º - Prova Ciclística 9 de Julho
1º - Etapa 5 da Volta Ciclística de São Paulo
2º - Classificação Geral do Doble San Francisco-Miramar
1º - Etapa 1
1º - Copa da República de Ciclismo
2011 - São José dos Campos - Cannondale
2º - Circuito Boa Vista
1º - Prova TV Atalaia - Cidade Aracaju
1º - GP São Paulo
2º - Giro Memorial A Tribuna
6º - Prova Ciclística 9 de Julho
1º - Copa da República de Ciclismo
2012 - Padaria Real - Caloi - Sorocaba
1º - Copa América de Ciclismo 
1º  Classificação Geral do Torneio de Verão 
1º - Etapa 3
2º - Etapas 1 e 4
1º - Etapas 3 e 4a da Rutas de América
1º - Copa Cidade Canção de Ciclismo
1º - Etapas 5 e 7 da Volta de Pernambuco
2º - Classificação Geral  da Volta Ciclística do Pará
1º - Etapa 1
3º - Etapa 3
1º - GP de Ciclismo Cidade de Montes Claros
1º - GP São Paulo Internacional de Ciclismo
3º - Volta Ciclística do Grande ABCD
1º - Etapas 2 e 3 do Giro Memorial A Tribuna
1º - Etapas 1 e 8 da Volta Ciclística de São Paulo
1º - Etapa 3 do Doble San Francisco-Miramar
2013
1º - Copa América de Ciclismo
2º - Copa da República de Ciclismo
1º - Volta de Fortaleza
2º - Barcellos Ciclismo de Estrada
2014
4º - Copa da República de Ciclismo
1º - Copa Light de Ciclismo
4º - Classificação Geral do Doble San Francisco-Miramar
1º - Etapa 3
2015
1º - Etapa 1 do Campeonato Paulista de Resistência
1º - Etapas 2, 3 e 6 da Vuelta del Uruguay
| Prova                         | 2006 | 2007 | 2008 | 2009 | 2010 | 2011 | 2012    | 2013 | 2014    | 2015 |
| ----------------------------- | ---- | ---- | ---- | ---- | ---- | ---- | ------- | ---- | ------- | ---- |
| Copa América de Ciclismo      | 10º  | 2º   | 2º   | 1º   | 46º  | 71º  | 1º      | 1º   | [ n 2 ] |      |
| Prova Ciclística 9 de Julho   | –    | 3º   | 33º  | 3º   | 1º   | 6º   | 1º      | 12º  | 6º      |      |
| Copa da República de Ciclismo | 1º   | 2º   | 3º   | 2º   | 1º   | 1º   | [ n 2 ] | 2º   | 4º      |      |